# Конец августа, начало сентября
«Конец августа, начало сентября» (фр. Fin août, début septembre) — драма французского режиссёра Оливье Ассаяса. Премьера фильма состоялась 14 сентября 1998 года в рамках кинофестиваля в Торонто.

## Сюжет
Редактор Габриэль предлагает своему другу-писателю Адриену дать интервью телеканалу «France 3». Вместе они отправляются в Мюлуз, где прошло детство Адриена. Обоим предстоит пережить непростое время. Габриэлю необходимо завершить отношения с Дженни и продать их совместное жильё, чтобы насладиться романом со страстной Анной. Адриену — справиться с неизвестной болезнью и влюблённостью в юную Веру.

## В ролях
| Актёр            | Роль       |
| ---------------- | ---------- |
| Матьё Амальрик   | Габриэль   |
| Виржини Ледуайен | Анна       |
| Франсуа Клюзе    | Адриен     |
| Жанна Балибар    | Дженни     |
| Алекс Дека       | Жереми     |
| Арсинэ Ханджян   | Люси       |
| Миа Хансен-Лёв   | Вера       |
| Натали Ришар     | Мариэль    |
| Эрик Эльмоснино  | Тома       |
| Оливье Крувелье  | Аксель     |
| Андре Маркон     | Хатту      |
| Оливье Пи        | посетитель |

## Награды и номинации
- 1998 — Кинофестиваль в Сан-Себастьяне[3]:
  - Серебряная раковина лучшей актрисе — Жанна Балибар
  - номинация на «Золотую раковину» — Оливье Ассаяс
- 2000 — Премия «Turia Award» (Испания) за лучший иностранный фильм — Оливье Ассаяс[4]